# Liste der Kulturdenkmale in Unstrut-Hainich
Die Liste der Kulturdenkmale in Unstrut-Hainich umfasst die als Ensembles, Straßenzüge und Einzeldenkmale erfassten Kulturdenkmale in der thüringischen Gemeinde Unstrut-Hainich im Unstrut-Hainich-Kreis.
Die Angaben in der Liste ersetzen nicht die rechtsverbindliche Auskunft der zuständigen Denkmalschutzbehörde.

## Legende
- Bild: zeigt ein Bild des Kulturdenkmals und gegebenenfalls einen Link zu weiteren Fotos des Kulturdenkmals im Medienarchiv Wikimedia Commons
- Bezeichnung: Name, Bezeichnung oder die Art des Kulturdenkmals
- Lage: Wenn vorhanden Straßenname und Hausnummer des Kulturdenkmals; Grundsortierung der Liste erfolgt nach dieser Adresse. Der Link Karte führt zu verschiedenen Kartendarstellungen und nennt die Koordinaten des Kulturdenkmals.
 Kartenansicht, um Koordinaten zu setzen – in dieser Kartenansicht sind Kulturdenkmale ohne Koordinaten mit einem roten bzw. orangen Marker dargestellt und können in der Karte gesetzt werden. Kulturdenkmale ohne Bild sind mit einem blauen bzw. roten Marker gekennzeichnet, Kulturdenkmale mit Bild mit einem grünen bzw. orangen Marker.
- Datierung: gibt das Jahr der Fertigstellung beziehungsweise das Datum der Erstnennung oder den Zeitraum der Errichtung an
- Beschreibung: bauliche und geschichtliche Einzelheiten des Kulturdenkmals, vorzugsweise die Denkmaleigenschaften
- ID: Die ID identifiziert das Kulturdenkmal eindeutig. In Thüringen sind aktuell keine IDs veröffentlicht. In der ID-Spalte kann sich auch folgendes Icon  befinden, dies führt zu Angaben zu diesem Kulturdenkmal bei Wikidata.

## Einzeldenkmale

### Altengottern
| Bild                           | Bezeichnung               | Lage                                      | Datierung | Beschreibung    | ID |
| ------------------------------ | ------------------------- | ----------------------------------------- | --------- | --------------- | -- |
| weitere Bilder Fotos hochladen | Ev. Kirche St. Trinitatis | Altengottern, Eichsfeld o. Nr. (Karte)    |           | mit Ausstattung |    |
| BW                             | Kirchhof und Einfriedung  | Altengottern, Eichsfeld o. Nr. (Karte)    |           |                 |    |
| BW                             | Gasthaus 'Zur Linde'      | Altengottern, Hauptstraße 46, 46a (Karte) |           |                 |    |
| BW                             | Hofanlage                 | Altengottern, Hauptstraße 67 (Karte)      |           |                 |    |
| weitere Bilder Fotos hochladen | Ev. Kirche St. Wigberti   | Altengottern, Kirchstraße o. Nr. (Karte)  |           | mit Ausstattung |    |
| BW                             | Kirchhof und Einfriedung  | Altengottern, Kirchstraße o. Nr. (Karte)  |           |                 |    |
| weitere Bilder Fotos hochladen | Schloss                   | Altengottern, Mühlgasse 3 (Karte)         |           |                 |    |

### Alterstedt
| Bild                           | Bezeichnung                        | Lage                                                | Datierung | Beschreibung    | ID |
| ------------------------------ | ---------------------------------- | --------------------------------------------------- | --------- | --------------- | -- |
| weitere Bilder Fotos hochladen | Evangelische Kirche St. Pankratius | Alterstedt, Alterstedter Hauptstraße o. Nr. (Karte) |           | mit Ausstattung |    |
| BW                             | Kirchhof mit Einfriedung           | Alterstedt, Alterstedter Hauptstraße o. Nr. (Karte) |           |                 |    |
| BW                             | Hofanlage                          | Alterstedt, Teichstraße 33 (Karte)                  |           |                 |    |

### Flarchheim
| Bild                           | Bezeichnung                       | Lage                                  | Datierung | Beschreibung    | ID |
| ------------------------------ | --------------------------------- | ------------------------------------- | --------- | --------------- | -- |
| weitere Bilder Fotos hochladen | Ev.-luth. Pfarrkirche St. Andreas | Flarchheim, Kirchgasse o. Nr. (Karte) |           | mit Ausstattung |    |
| BW                             | Kirchhof und Einfriedung          | Flarchheim, Kirchgasse o. Nr. (Karte) |           |                 |    |
| BW                             | Wohnhaus                          | Flarchheim, Kirchgasse 1 (Karte)      |           |                 |    |

### Großengottern
| Bild                           | Bezeichnung                                   | Lage                                           | Datierung | Beschreibung    | ID |
| ------------------------------ | --------------------------------------------- | ---------------------------------------------- | --------- | --------------- | -- |
| BW                             | Wohn- und Geschäftshaus                       | Großengottern, Angerstraße 1 (Karte)           |           |                 |    |
| BW                             | Wohnhaus                                      | Großengottern, Angerstraße 2 (Karte)           |           |                 |    |
| BW                             | Wohnhaus                                      | Großengottern, Korngasse 9 (Karte)             |           |                 |    |
| weitere Bilder Fotos hochladen | Hospitalkapelle St. Andreas mit Spitalgebäude | Großengottern, Langensalzaer Straße 20 (Karte) |           |                 |    |
| BW                             | Apotheke                                      | Großengottern, Marktstraße 23 (Karte)          |           |                 |    |
| BW                             | Wohn- und Geschäftshaus                       | Großengottern, Marktstraße 49 (Karte)          |           |                 |    |
| weitere Bilder Fotos hochladen | Evangelische Kirche St. Walpurgis             | Großengottern, Obere Kirchstraße 1 (Karte)     |           | mit Ausstattung |    |
| BW                             | Kirchhof und Einfriedung                      | Großengottern, Obere Kirchstraße 1 (Karte)     |           |                 |    |
| BW                             | Hofanlage                                     | Großengottern, Obere Kirchstraße 14 (Karte)    |           |                 |    |
| BW                             | Kantorei                                      | Großengottern, Obere Kirchstraße 2 (Karte)     |           |                 |    |
| BW                             | Pfarrhof                                      | Großengottern, Obere Kirchstraße 3 (Karte)     |           |                 |    |
| weitere Bilder Fotos hochladen | Ev. Kirche St. Martini                        | Großengottern, Schloßstraße 11 (Karte)         |           | mit Ausstattung |    |
| BW                             | Kirchhof und Einfriedung                      | Großengottern, Schloßstraße 11 (Karte)         |           |                 |    |
| BW                             | Hofanlage                                     | Großengottern, Schloßstraße 12 (Karte)         |           |                 |    |

### Heroldishausen
| Bild                           | Bezeichnung              | Lage                                      | Datierung | Beschreibung    | ID |
| ------------------------------ | ------------------------ | ----------------------------------------- | --------- | --------------- | -- |
| weitere Bilder Fotos hochladen | Ev. Kirche St. Crucis    | Heroldishausen, Dorfstraße o. Nr. (Karte) |           | mit Ausstattung |    |
| BW                             | Kirchhof und Einfriedung | Heroldishausen, Dorfstraße o. Nr. (Karte) |           |                 |    |
| BW                             | Wohnhaus mit Backofen    | Heroldishausen, Dorfstraße 50 (Karte)     |           |                 |    |

### Mülverstedt
| Bild                           | Bezeichnung              | Lage                                     | Datierung | Beschreibung    | ID |
| ------------------------------ | ------------------------ | ---------------------------------------- | --------- | --------------- | -- |
| BW                             | Gutshaus                 | Mülverstedt, Am Burghof 2 (Karte)        |           |                 |    |
| weitere Bilder Fotos hochladen | Ev. Kirche St. Martini   | Mülverstedt, Besenmarkt o. Nr. (Karte)   |           | mit Ausstattung |    |
| BW                             | Kirchhof und Einfriedung | Mülverstedt, Besenmarkt o. Nr. (Karte)   |           |                 |    |
| BW                             | Wohnhaus                 | Mülverstedt, Ihlfelder Straße 11 (Karte) |           |                 |    |
| BW                             | Wohnhaus                 | Mülverstedt, Ihlfelder Straße 8 (Karte)  |           |                 |    |

### Schönstedt
| Bild                                    | Bezeichnung                                             | Lage                                                            | Datierung | Beschreibung                                           | ID |
| --------------------------------------- | ------------------------------------------------------- | --------------------------------------------------------------- | --------- | ------------------------------------------------------ | -- |
| weitere Bilder Fotos hochladen          | Evangelische Kirche Beatae Mariae Virginis (Oberkirche) | Schönstedt, An der Oberkirche o. Nr. (Karte)                    |           | mit Ausstattung                                        |    |
| BW                                      | Kirchhof und Einfriedung                                | Schönstedt, An der Oberkirche o. Nr. (Karte)                    |           |                                                        |    |
| BW                                      | Evangelische Kirche St. Martin (Unterkirche)            | Schönstedt, An der Unterkirche o. Nr. (Karte)                   |           | mit Ausstattung,                                       |    |
| BW                                      | Kirchhof und Einfriedung                                | Schönstedt, An der Unterkirche o. Nr. (Karte)                   |           |                                                        |    |
| BW                                      | Pfarrhaus                                               | Schönstedt, An der Unterkirche 16 (Karte)                       |           |                                                        |    |
| BW                                      | Scheune                                                 | Schönstedt, An der Unterkirche 16 (Karte)                       |           |                                                        |    |
| BW                                      | Einfriedung                                             | Schönstedt, An der Unterkirche 16 (Karte)                       |           |                                                        |    |
| BW                                      | Wohnhaus                                                | Schönstedt, An der Unterkirche 9 (Karte)                        |           |                                                        |    |
| BW                                      | Wohnhaus                                                | Schönstedt, An der Unterkirche 9a (Karte)                       |           |                                                        |    |
| Direkt Bild zu diesem Denkmal hochladen | Wasserwerk                                              | Schönstedt, Langensalzaer Weg o. Nr.                            |           |                                                        |    |
| weitere Bilder Fotos hochladen          | Distanzstein                                            | Schönstedt, Schönstedter Hauptstraße o. Nr.                     |           | Preußischer Meilenstein, Halbmeilenstein, große Glocke |    |
| BW                                      | Gemeindeschenke                                         | Schönstedt, Schönstedter Hauptstraße 37; Schulstraße 2a (Karte) |           |                                                        |    |
| BW                                      | Wohnhaus mit Torhaus                                    | Schönstedt, Schönstedter Hauptstraße 41 (Karte)                 |           |                                                        |    |
| BW                                      | Wohnhaus                                                | Schönstedt, Schönstedter Hauptstraße 59 (Karte)                 |           |                                                        |    |
| BW                                      | Wirtschaftsgebäude                                      | Schönstedt, Schulgasse 2a (Karte)                               |           |                                                        |    |
| BW                                      | Wohnhaus                                                | Schönstedt, Weite Gasse 14 (Karte)                              |           |                                                        |    |
| BW                                      | Wohnhaus                                                | Schönstedt, Weite Gasse 16 (Karte)                              |           |                                                        |    |

### Weberstedt
| Bild                           | Bezeichnung                    | Lage                                     | Datierung | Beschreibung    | ID |
| ------------------------------ | ------------------------------ | ---------------------------------------- | --------- | --------------- | -- |
| BW                             | Edelhof / Schloß Goldacker     | Weberstedt, Am Schloß 11 (Karte)         |           |                 |    |
| weitere Bilder Fotos hochladen | Evangelische Kirche St. Ulrich | Weberstedt, Kirchberg o. Nr. (Karte)     |           | mit Ausstattung |    |
| BW                             | Kirchhof und Einfriedung       | Weberstedt, Kirchberg o. Nr. (Karte)     |           |                 |    |
| BW                             | Hofanlage                      | Weberstedt, Nationalparkstraße 9 (Karte) |           |                 |    |
| BW                             | Wohnhaus mit Torhaus           | Weberstedt, Zum Schloß 9 (Karte)         |           |                 |    |